# Idaea carvalhoi
Idaea carvalhoi är en fjärilsart som beskrevs av Claude Herbulot 1979. Idaea carvalhoi ingår i släktet Idaea och familjen mätare. Inga underarter finns listade i Catalogue of Life.